# Wiktor Wiktorowytsch Janukowytsch

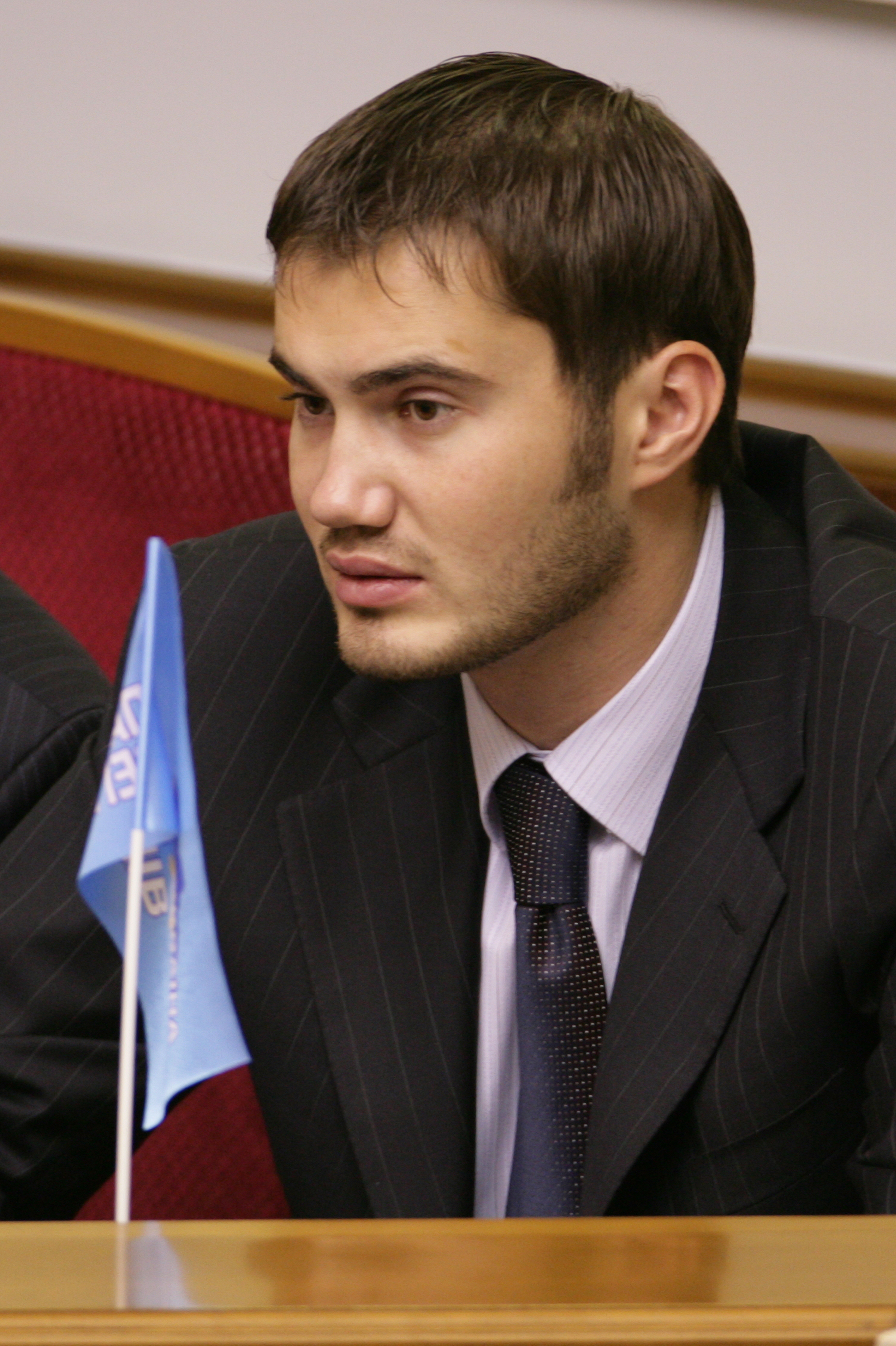
Wiktor W. Janukowytsch 2006 in der Werchowna Rada

Wiktor Wiktorowytsch Janukowytsch (ukrainisch Віктор Вікторович Янукович; * 16. Juli 1981 in Jenakijewo, Oblast Donezk; † 20. März 2015 im Baikalsee vor der Insel Olchon, Russland) war ein ukrainischer Politiker. Er war der jüngste Sohn des ehemaligen ukrainischen Präsidenten Wiktor Janukowytsch.

## Leben
Wiktor Janukowytsch Junior studierte Ökonomie an der Universität Donezk. Nach seinem Studium hatte er zunächst Führungspositionen in verschiedenen Unternehmen in der Region Donezk inne.
Bei der Parlamentswahl 2006 wurde er erstmals in die Werchowna Rada gewählt; er konnte sein Parlamentsmandat bei den Wahlen 2007 und 2012 verteidigen. Er war unter anderem Mitglied des parlamentarischen Ausschusses für Verkehr und Kommunikation und war zeitweise der Vorsitzende der Jugendorganisation der Partei der Regionen.
Janukowytsch war Motorsportler und gewann 2011 ein Rennen der Veranstaltung „Ukraine Trophy“. Seit Januar 2013 war er Präsident der Federation d’automobile Ukraine FAU (Автомобильной Федерации Украины).
Am 6. März 2014 hat der Rat der Europäischen Union in Brüssel mit der Verordnung 208/2014 restriktive Maßnahmen gegen Janukowytsch verhängt. Begründet wird dies mit der strafrechtlichen Verfolgung von Janukowytsch zur Untersuchung von Straftaten im Zusammenhang mit der Veruntreuung öffentlicher Gelder der Ukraine und des illegalen Transfers dieser Gelder in das Ausland.
Wiktor Wiktorowytsch Janukowytsch ertrank am Abend des 20. März 2015 im Baikalsee in Russland. Presseberichten zufolge war er an der Nordspitze der Insel Olchon (Kap Choboi) mit einem VW-Bus auf die Eisfläche des Sees hinausgefahren. Als das Eis brach, konnten sich die fünf weiteren Insassen rechtzeitig aus dem Fahrzeug befreien und wurden gerettet. Janukowytsch wurde später tot aus dem Eisloch geborgen. Er wurde am 23. März auf einem Militärfriedhof in Sewastopol beigesetzt.